# 엘리자베스 러셀 (배우)

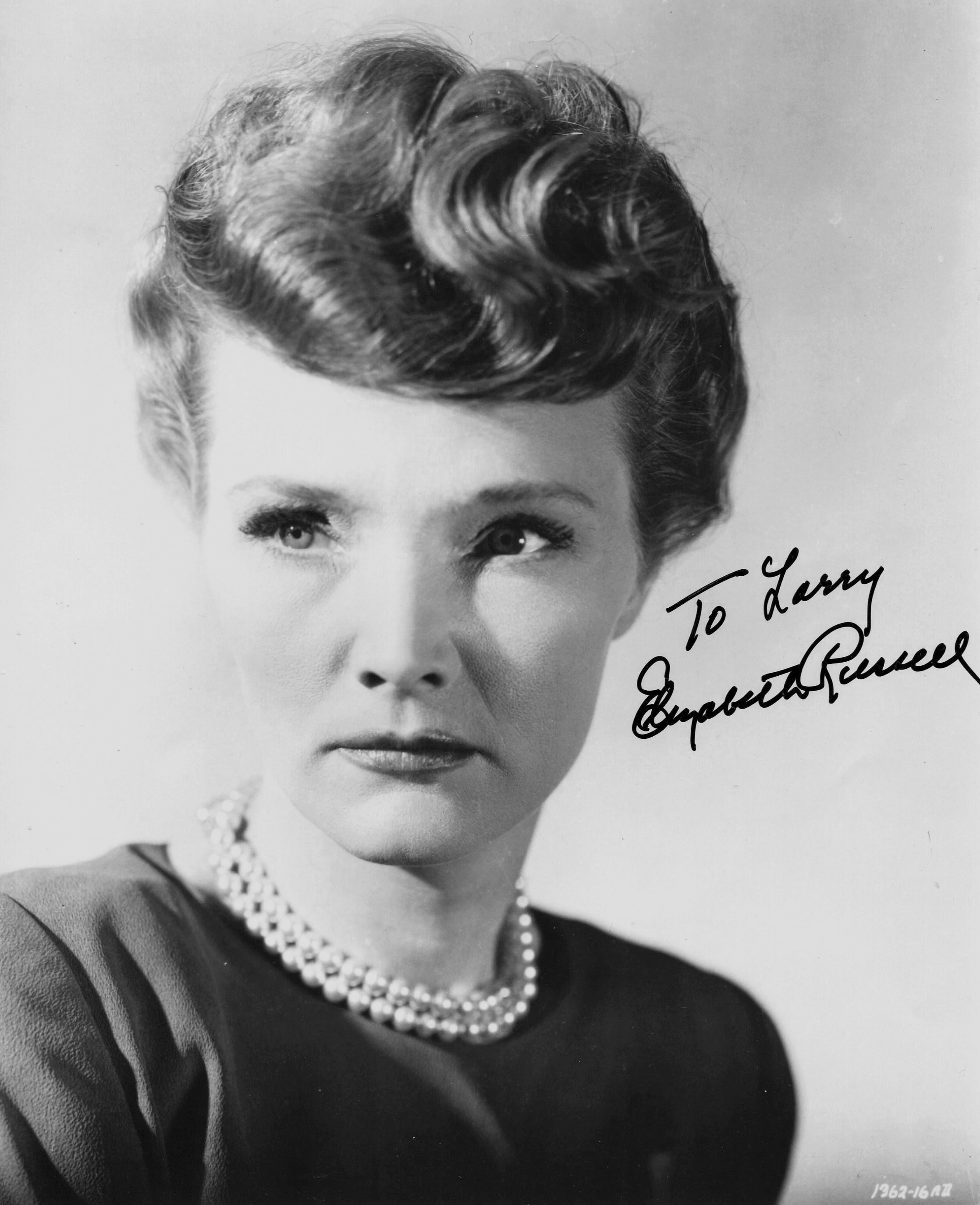

엘리자베스 러셀(Elizabeth Russell, 1916년 8월 2일 ~ 2002년 5월 4일)은 미국의 배우, 영화배우이다.
필라델피아에서 태어났으며 로스앤젤레스에서 사망하였다. 사인은 질병이다.

## 영화
- 블러드서킹 바스터즈 (2015년)
- 발 류튼: 그림자 속의 사나이 (2007년)
- 소 빅 (1953년)
- 베들램 (1946년)
- 캣 피플 2 (1944년) - 바바라 역
- 히틀러스 매드맨 (1943년)
- 일곱 번째 희생자 (1943년)
- 캣 피플 (1942년) - 캣우먼 역